# Dirk Coetzee
Dirk Johannes Coetzee [kuˈt͜sɪə] (* 15. April 1945 in Phokwane, Südafrika; † 7. März 2013 in Pretoria) war ein Oberst der Südafrikanischen Polizei während der Zeit der Apartheid. Als Leiter der geheimen Einsatzgruppe C1 (früher C10), die als Vlakplaas bekannt wurde, war er 1980 bis 1981 für die Bekämpfung des Widerstands in der Bevölkerung zuständig, vor allem des African National Congress (ANC) und des Pan Africanist Congress (PAC). Er war für zahlreiche politische Morde verantwortlich.

## Leben
Mit 18 Jahren begann Coetzee, in einem Postamt zu arbeiten, wo er sechs Jahre blieb und in der Untersuchungsabteilung arbeitete. Nach einer neunmonatigen Ausbildung bei der South African Navy wurde er 1970 Mitglied der South African Police. Er stieg zum Kommandeur in Oshoek auf, einem Grenzübergang nach Swasiland. Von dort wurde er zur Sicherheitspolizei nach Middelburg und kurz darauf zur Zentrale der Sicherheitspolizei in Pretoria berufen. 1979 wurde er als Captain Mitbegründer und kurz darauf als Colonel Kommandeur der neugeschaffenen Einheit C10, deren Sitz die Farm Vlakplaas war. Sein Vorgesetzter war ab 1980 der Brigadier Willem Schoon.
Er verübte zahlreiche Anschläge auf Oppositionelle, auch im benachbarten Ausland, und war für viele Todesfälle verantwortlich. 1981 verübte er mit mehreren Untergebenen den Mord an Rechtsanwalt Griffiths Mxenge. Im selben Jahr wurde er degradiert. Sein Nachfolger wurde Jan Coetzee. 1986 wurde Dirk Coetzee entlassen. 1989 floh er nach Mauritius, schloss sich dem ANC an und offenbarte sich einem Journalisten der afrikaanssprachigen Wochenzeitung Vrye Weekblad. Der damalige Kommandeur von Vlakplaas, Eugene de Kock, schickte ihm 1990 eine Briefbombe an seinen damaligen Wohnsitz im sambischen Lusaka. Als Absender verwendete er den Namen eines Rechtsanwalts, der mit Coetzee befreundet war. Da Coetzee die Sendung nicht annahm, ging sie an den Rechtsanwalt zurück, der beim Versuch, die Sendung zu öffnen, ums Leben kam.
Im Februar 1990 wurde auf Anordnung des südafrikanischen Präsidenten Frederik Willem de Klerk die Harms-Kommission zur Untersuchung der Vorfälle eingerichtet. Sie wurde vom südafrikanischen Richter Louis Harms geleitet und tagte zeitweise in der südafrikanischen Botschaft in London. Coetzee wurde jedoch als unzuverlässig eingestuft, da die übrigen vernommenen Polizeioffiziere seinen Aussagen widersprachen.
1993 kehrte Coetzee nach Südafrika zurück. Er arbeitete fortan für den Geheimdienst National Intelligence Service. Ab 1996 wurde gegen Coetzee und die ebenfalls am Mord an Mxenge Beteiligten vor der Wahrheits- und Versöhnungskommission (TRC) verhandelt. Er schilderte detailliert die Taten von Vlakplaas. Zugleich musste er sich vor einem Gericht verantworten und wurde am 5. April 1997 schuldig gesprochen. Coetzee wurde jedoch am 4. August 1997 von der TRC amnestiert. Eugene de Kock wurde 1997 unter anderem für den versuchten Mord an Coetzee und den Mord an dessen Rechtsanwalt zu einer langen Haftstrafe verurteilt.
Coetzee war 2012 als Sicherheitsberater bei der Lehrbuchfirma EduSolutions angestellt. Er berichtete im Juli 2012 öffentlich über Korruption in der Firma. 2013 starb Coetzee, der an Krebs gelitten hatte, in Pretoria an Nierenversagen.